# UFC Fight Night: Ковбой vs. Гейджи
UFC Fight Night: Cowboy vs. Gaethje, также известный как  UFC Fight Night 158 или UFC on ESPN+ 16 — турнир по смешанным единоборствам, проведённый организацией Ultimate Fighting Championship 14 сентября 2019 года на спортивной арене "Rogers Arena" в городе Ванкувер, провинция Британская Колумбия, Канада.
В главном бою вечера Джастин Гейджи победил Дональда Серроне техническим нокаутом в первом раунде.

## Подготовка турнира
В качестве заглавного поединка турнира был запланирован бой в лёгком весе между бывшим претендентом на титул чемпиона UFC в лёгком весе Дональдом Серроне по прозвищу "Ковбой" и бывшим чемпионом World Series of Fighting (в настоящее время Professional Fighters League) в лёгком весе Джастином Гейджи.

### Изменения карда турнира
На турнире был запланирован бой в среднем весе между бывшим чемпионом World Series of Fightin в среднем и полутяжелом весе Дэвидом Бранчем и победителем The Ultimate Fighter 23 в полутяжелом весе Эндрю Санчесом. Однако Бранч был вынужден сняться с боя из-за травмы и был заменен Марвином Веттори. В свою очередь, позднее уже Санчес был вынужден отказаться от участия из-за глазной инфекции, что привело к отмене боя. В итоге, бой между Веттори и Санчесом был перенесен через месяц на UFC Fight Night: Йоанна vs. Уотерсон.
На турнире также был запланирован поединок в полусреднем весе между Мишелем Перейрой и Сергеем Хандожко. Однако Хандожко сняли с туринира из-за проблем с визой. Его заменил дебютант Тристан Коннелли. На взвешивании Перейра весил 172 фунта, что на 1 фунт больше лимита для боя в полусреднем весе, равного 171 фунт. Он был оштрафован на 20% от своего гонорара за бой в пользу соперника, и его бой с Коннелли прошел в промежуточном весе.

## Результаты турнира
| Бой п/п | Весовая категория    | Участники и результат боя   | Участники и результат боя | Участники и результат боя | Участники и результат боя | Участники и результат боя | Способ победы                               | Раунд | Время | Прим.              |
|         |                      | Главный кард (ESPN+)        |                           |                           |                           |                           |                                             |       |       |                    |
| Бой 12  | Лёгкий вес           | Джастин Гейджи              | #5                        | поб.                      | Дональд Серроне           | #4                        | Технический нокаут (удары руками)           | 1     | 4:18  | Выступление вечера |
| Бой 11  | Полутяжёлый вес      | Гловер Тейшейра             | #9                        | поб.                      | Никита Крылов             | #13                       | Раздельное решение (28–29, 29–28, 29–28)    | 3     | 5:00  |                    |
| Бой 10  | Тяжёлый вес          | Тодд Даффи                  |                           | vs.                       | Джеф Хьюз                 |                           | Не состоялся (случайное попадание в глаз) * | 1     | 4:03  |                    |
| Бой 9   | Промежуточный вес ** | Тристан Коннелли            | д                         | поб.                      | Мишел Перейра             |                           | Единогласие решение (29–28, 29–27, 29–27)   | 3     | 5:00  | Лучший бой вечера  |
| Бой 8   | Средний вес          | Юрая Холл                   | #12                       | поб.                      | Антониу Карлус Жуниор     | #13                       | Раздельное решение (29–28, 28–29, 29–28)    | 3     | 5:00  |                    |
| Бой 7   | Полутяжёлый вес      | Миша Циркунов               | #15                       | поб.                      | Джимми Крут               |                           | Сдача, удушающий приём (перуанский галстук) | 1     | 3:38  | Выступление вечера |
|         |                      | Предварительные бои (ESPN+) |                           |                           |                           |                           |                                             |       |       |                    |
| Бой 6   | Тяжёлый вес          | Аугусто Сакаи               | #15                       | поб.                      | Марчин Тыбура             | #14                       | Нокаут (удары руками)                       | 1     | 0:59  |                    |
| Бой 5   | Легчайший вес        | Майлз Джонс                 | д                         | поб.                      | Коул Смит                 |                           | Раздельное решение (28–29, 29–28, 29–28)    | 3     | 5:00  |                    |
| Бой 4   | Легчайший вес        | Хантер Азур                 | д                         | поб.                      | Брэд Катона               |                           | Единогласие решение (29–28, 30–27, 29–28)   | 3     | 5:00  |                    |
| Бой 3   | Полулёгкий вес       | Чэс Скелли                  |                           | поб.                      | Джордан Гриффин           |                           | Единогласие решение (29–28, 29–28, 29–28)   | 3     | 5:00  |                    |
| Бой 2   | Легчайший вес        | Луис Смолка                 |                           | поб.                      | Райан Макдональд          |                           | Технический нокаут (удары руками)           | 1     | 4:43  |                    |
| Бой 1   | Лёгкий вес           | Остин Хаббард               |                           | поб.                      | Кайл Преполец             |                           | Единогласие решение (29–28, 29–28, 29–28)   | 3     | 5:00  |                    |

[*] Случайное попадание Хьюза в глаз сопернику привело к тому, что Даффи не смог продолжить бой.
[**] Во время взвешивания Перейра весил 172 фунта, что на 1 фунт превышает лимит полусредней весовой категории, равный 171 фунт. Он был оштрафован на 20% своего гонорара и его бой с Коннелли проводился в промежуточном весе.

## Награды
Следующие бойцы были удостоены денежного бонуса в $50,000:
- Лучший бой вечера: Тристан Коннелли vs. Мичел Перейра
- Выступление вечера: Джастин Гейджи и Миша Циркунов

[**] Перейра не мог получить бонусные деньги из-за проваленного взвешивания, поэтому Коннелли получил бонус в размере $100,000